# Seiichi Makita
Seiichi Makita (Tokio, 11 juli 1968) is een voormalig Japans voetballer.

## Carrière
Seiichi Makita speelde tussen 1993 voor Urawa Red Diamonds.